# 天主教卡塔尼亚总教区

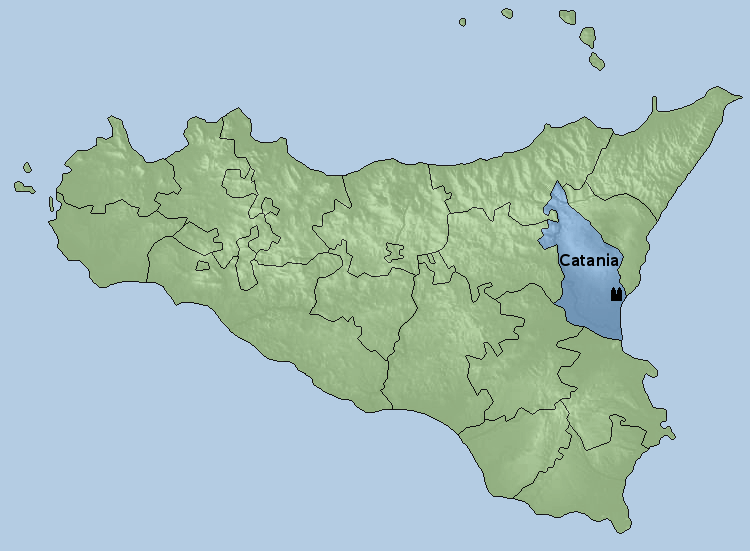
卡塔尼亚总教区

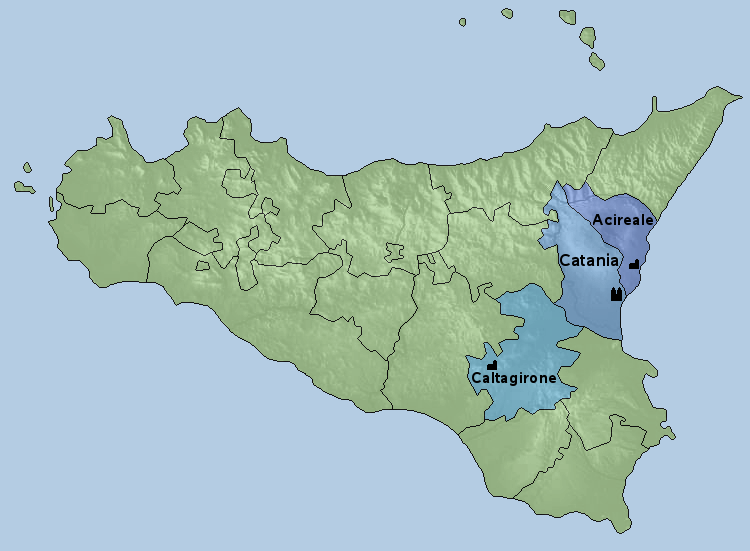
卡塔尼亚教省

天主教卡塔尼亚总教区是罗马天主教在意大利西西里岛东部设立的一个教区，1859年升格为总教区，卡塔尼亚教省的中心，卡塔尼亚教省还包括天主教阿奇雷亚莱教区和天主教卡尔塔吉罗内教区。
主教座堂设于圣亚加大主教座堂。